# Juan Carlos Calabró
Juan Carlos Calabró, né le 3 février 1934 à Buenos Aires et mort le 5 novembre 2013 (à 79 ans) dans la même ville, est un acteur et humoriste argentin.

## Filmographie partielle
- 1967 : La Boutique (Las pirañas) de Luis García Berlanga
- 1976 : La guerra de los sostenes de Gerardo Sofovich
- 1980 : Frutilla d'Enrique Carreras
- 1987 : Johnny Tolengo, el majestuoso d'Enrique Dawi et Gerardo Sofovich : Johnny Tolengo
- 1999-2001 : Campeones de la vida (série télévisée)